# 橋本晃一
橋本 晃一（はしもと こういち、1953年1月12日 - ）は、日本の声優、俳優、ナレーターである。千葉県館山市出身、神奈川県川崎市育ち。センテナリア所属。朗読・語りグループ「こひのにあ」主宰。本名・旧芸名は三橋 洋一（みつはし よういち）。

## 来歴
千葉県館山市で生まれ、小学校入学前に神奈川県川崎市に転居。
子供の頃から学芸会に出ており、芝居が好きだったという。演じることを色々なジャンルで「やりたいな」と考えていた。テレビ、舞台を見て「すごいな」と感銘を受けたこと、「逆に感動させる立場になりたいな」と考えていたが、漠然と考えていただけなため、当初はプロになろうという気持ちはなかった。
川崎市立玉川小学校、川崎市立平間中学校、東京高等学校を経て、専修大学文学部心理学科卒業。その時は家から自転車で通学できる距離にある学校に通い続けていたという。大学に進学するまでは演劇とは全く無縁であったが、大学に進学した途端、演劇サークル「うねび座」に所属。津上忠作『八幡船』をひっさげて、夏休み中などは地方などに移動公演に出かけていたようだったという。大学2年生の秋、その道で自分の可能性を試したくなったところ、偶々ラジオで聴いていた東京俳優生活協同組合が研究生を募集していることを知り、第1期生になった。それでも、そのまま役者の世界に入るとは思ってもいなかったという。その後は東京俳優生活協同組合、アーツビジョン、アクセント、賢プロダクション、プロダクション・タンク、シーブイテック、オフィス海風に所属していた。1974年にニッポン放送青春ラジオ劇画『愛と誠』で岩清水弘、『11人のカウボーイ』の続編である連続ドラマ『少年カウボーイ』でロバート・キャラダインを演じる。1975年春、養成所を卒業。その時は大学卒業で進路を決めなくてはいけない時期に、レギュラーの仕事をしており、そのまま事務所に所属してしまった。流れに逆らわずにきていたところ、いつしか役者になっていたということであり、運が良かったんだと語る。ただし、決して順風満帆ではなく、色々なことがあったという。そして1977年に『一発貫太くん』の郷則久役でアニメ初レギュラー出演。『とびだせ!マシーン飛竜』の主人公、風間力役にも抜擢されて、「ここまではまことに順調」、「このままいけばアニメの声のスター街道まっしぐら」、ということになったかも知れないという。しかし風邪をこじらせて寝込むようになってしまい、数週間で病気は全快したが、その間に同役は先輩の古谷徹に交代されている。その時にアニメ出演のチャンスを失ってしまったが、一からやり直そうと再スタートし、テレビの映像面で仕事を続けるかたわら、アニメ出演のチャンスを狙い続けていた。その後、『伝説巨神イデオン』のマルス・ベント役に抜擢され、『聖戦士ダンバイン』のフェイ・チェンカ役、『超時空世紀オーガス』のスレイ役など、個性ある役どころをつかみ好演し、力のあるところを示したという。その結果が、『超攻速ガルビオン』の主人公、無宇役、『キャプテン翼』の若林源三役へと飛躍させていってくれたという。
1984年、アーツビジョンに移籍したため、芸名を『橋本 晃一』に改名。
声優・ナレーターの傍ら、語りの会V7にて加藤精三に師事する。「こひのにあ」で加藤が数作品の演出を担当したことから、追悼公演にて初めて演出を依頼した作品を朗読した。
2021年現在は東京声優・国際アカデミーで講師を務め、後輩育成にも力を注いでいる。

## 人物・特色
声種はソフトで明るい説得力あるバリトンからテノール。
役柄としては、アニメでは色々な役を演じており、善人役が多い。
小川びいによると、かつては『キャプテン翼』の若林源三役、『聖闘士星矢』の氷河役を演じ、女性ファンの人気はすごかったことで知られていたが、1997年時点では『機動武闘伝Gガンダム』のウォン・ユンファ役が印象的であった。
『聖闘士星矢』では、橋本は当初、ドラゴン紫龍役のオーディションを受けたが、いつの間にかキグナス氷河役になっていたと話している。
『ONE PIECE』ではクロ / クラハドール役を演じているが、「そろそろ悪役を演じたいな」と思っていたところに『ONE PIECE』の話がきたという。クロ / クラハドール役はある時は誠実な執事、ある時は海賊船の親玉という、善悪の二面性を持ったキャラクターであるが、この役は気に入っており、思いっきり役作りができた。誠実な執事から海賊へとチェンジする演技が、たまらなく面白く、この作品は制作に余裕があるため、吹き替えの時に絵があるのも助かった。今までにない経験で、悪役が癖になるようで、2000年時点では人生のスパイスになっているという。
趣味・特技はテニス、スキー、釣り、車、バイク。

## 出演
太字はメインキャラクター。

### テレビアニメ
1975年
- アンデス少年ペペロの冒険（村の男B、ウーゴの手下、アウマ、若者〈ヤンタイ〉、兵士、ホセ）

1976年
- グロイザーX（ケント隊長、パンサー隊長、カント）
- タイムボカン（山さち彦）
- 母をたずねて三千里（青年 他）
- ブロッカー軍団IVマシーンブラスター（兵士達）
- 妖怪伝 猫目小僧（和彦、死神 他）

1977年
- あしたへアタック!
- あらいぐまラスカル
- 一発貫太くん（郷則久）※アニメ初レギュラー
- おれは鉄兵
- とびだせ!マシーン飛竜（風間力〈リッキー〉〈初代〉）

1978年
- 一球さん（小倉康）
- 宇宙魔神ダイケンゴー（セシル）
- ペリーヌ物語
- 無敵鋼人ダイターン3（船長、副官）

1979年
- 科学冒険隊タンサー5
- 銀河鉄道999（1979年 - 1980年、影郎、ゼス）
- ドラえもん（テレビ朝日版第1期）（野比のび太〈青年時代〉）
- 花の子ルンルン
- まんが猿飛佐助（霧隠才蔵）
- 野球狂の詩（大川、白虎隊、千藤）

1980年
- がんばれ元気（部員B）
- スーキャット（トラ夫）
- 鉄腕アトム（少年ロボット）
- 伝説巨神イデオン（1980年 - 1981年、マルス・ベント）
- 魔法少女ララベル
- ムーの白鯨

1981年
- おはよう!スパンク
- 最強ロボ ダイオージャ（トビー、ガイ）
- 太陽の牙ダグラム（1981年 - 1982年、兵士、ガゼール）

1982年
- 怪物くん（田中）
- The・かぼちゃワイン（部員）
- 野生のさけび

1983年
- 亜空大作戦スラングル（クラウザー、ビクトル、小隊長）
- 機甲創世記モスピーダ（若者A、エティ）
- キャプテン翼（1983年 - 1986年、若林源三）
- 聖戦士ダンバイン（フェイ）
- 超時空世紀オーガス（スレイ）
- ななこSOS（マリン）
- パーマン（警官、おまわりさん、春男、調教師、警官、電線工事夫、フラ選手、原田選手）
- まんが日本史（足利義尚、種子島時尭）

1984年
- 機甲界ガリアン（1984年 - 1985年、兵士、イーツ 他）
- 宗谷物語（川上）
- 超攻速ガルビオン（無宇）
- ビデオ戦士レザリオン（ガロ）
- 牧場の少女カトリ（ビリヤミ）
- 夢戦士ウイングマン（1984年 - 1985年、渡辺）
- よろしくメカドック（風見潤）

1985年
- 蒼き流星SPTレイズナー（デロル、ボーン）
- オバケのQ太郎（お巡りさん、アンソニー）

1986年
- オズの魔法使い
- がんばれ!キッカーズ（越智）
- 銀牙 -流れ星 銀-（ウィルソン）
- 剛Q超児イッキマン（アナウンサー、ドン・ハレンチノ）
- 聖闘士星矢（1986年 - 1989年、氷河）
- ハイスクール!奇面組（七転八起）
- プロゴルファー猿（1986年 - 1987年、役員、技師、シャーク、二宅 他）
- マシンロボ クロノスの大逆襲（ロッド・ドリル）
- Mr.ペンペン

1987年
- 宇宙船サジタリウス（自警団A）
- エスパー魔美（太郎、森田、警官、アジフライ男 他）
- シティーハンター（アナウンサー、犯人）
- 新メイプルタウン物語 パームタウン編（バーディ）

1988年
- F-エフ（メカニック）
- 闘将!!拉麵男（チェン）
- ハロー!レディリン（ジム）

1989年
- ジャングル大帝（動物園のアナウンス）
- 新ビックリマン（1989年 - 1990年、聖ピカギリ、レンタンぴん、ヘッドロココ、トジックバラ）
- チンプイ（ナレーション、TVの声）
- ミスター味っ子（秋彦）
- 笑ゥせぇるすまん（1989年 - 1992年、中島建一、出原奈也巳、宗利清、泊場梨雄、長井道範、端目和久）

1990年
- 美味しんぼ（司会者、警官）
- おぼっちゃまくん
- それいけ!アンパンマン（つみきまん〈初代〉）
- ドラゴンクエスト アベル伝説（青年、キース）

1991年
- 新世紀GPXサイバーフォーミュラ（アナウンサー）
- 21エモン（ガイド、事務長）
- ハイスクールミステリー学園七不思議（栗原先生）
- まじかる☆タルるートくん（明日香龍）
- 魔法のプリンセス ミンキーモモ 夢を抱きしめて（店長）

1992年
- スーパービックリマン（ロッキング）
- 横山光輝 三国志

1993年
- 蒼き伝説シュート!（芹沢直茂）
- 忍たま乱太郎（1993年 - 1995年、兄弟忍者・兄、飯田苦内、子餅若菜〈初代〉、焼芋屋、五郎）

1994年
- 機動武闘伝Gガンダム（ウォン・ユンファ）
- 美少女戦士セーラームーンS（薬師寺角錐）

1996年
- ゲゲゲの鬼太郎（第4作）（夜叉、化けぞうり）
- るろうに剣心 -明治剣客浪漫譚-（金倉）

1997年
- HAUNTEDじゃんくしょん（司会）

1998年
- サイレントメビウス（ロバート・デ・ヴァイス）
- 名探偵コナン（1998年 - 2024年、順子の父、北尾研吾）

2000年
- 週刊ストーリーランド（司会者）
- ONE PIECE（2000年 - 2024年、クロ / クラハドール、サイ）

2001年
- テイルズ オブ エターニア THE ANIMATION（タステク・ブルカーノ）

2004年
- 冒険王ビィト（バラサ）

2006年
- ドラえもん（テレビ朝日版第2期）（2006年 - 、野比のび郎〈2代目〉）
- 祝!(ハピ☆ラキ)ビックリマン（聖英ナポネロン）

2007年
- ゲゲゲの鬼太郎（第5作）（片岡守）

2012年
- ONE PIECE エピソードオブナミ 〜航海士の涙と仲間の絆〜（クロ）

2015年
- ONE PIECE エピソードオブサボ 〜3兄弟の絆 奇跡の再会と受け継がれる意志〜（サイ）

2017年
- ONE PIECE エピソードオブ東の海 〜ルフィと4人の仲間の大冒険!!〜（クロ）

### 劇場アニメ
1981年
- フリテンくん

1982年
- セロ弾きのゴーシュ
- 伝説巨神イデオン 接触篇 THE IDEON; A CONTACT（ベント）
- 伝説巨神イデオン 発動篇 THE IDEON; Be INVOKED（ベント）

1983年
- ドラえもん のび太の海底鬼岩城（隊員E）

1985年
- オーディーン 光子帆船スターライト（岩佐一馬）
- キャプテン翼 ヨーロッパ大決戦（若林）
- キャプテン翼 危うし! 全日本Jr.（若林）
- 忍者ハットリくん+パーマン 忍者怪獣ジッポウVSミラクル卵（車掌）

1986年
- キャプテン翼 明日に向って走れ!（若林）
- キャプテン翼 世界大決戦!! Jr.ワールドカップ（若林）
- 11人いる!
- 旅立ち 〜亜美・終章〜（河野隆二）
- ドラえもん のび太と鉄人兵団（ロボットB）

1987年
- 聖闘士星矢 邪神エリス（氷河）
- バツ&テリー（アナウンサー）
- バリバリ伝説
- ルパン三世 風魔一族の陰謀（風魔B）

1988年
- 聖闘士星矢 神々の熱き戦い（氷河）
- 聖闘士星矢 真紅の少年伝説（氷河）

1989年
- 聖闘士星矢 最終聖戦の戦士たち（氷河）
- ドラえもん のび太の日本誕生（隊員）

1990年
- 剣之介さま（剣之介の父）

1991年
- ドラえもん のび太のドラビアンナイト（商人B）

1992年
- サイレントメビウス2（ロバート・デ・ヴァイス）

1994年
- 三国志 完結編・遥かなる大地（馬超孟起）

2001年
- 名探偵コナン 天国へのカウントダウン（原佳明）

2004年
- 聖闘士星矢 天界編 序奏〜overture〜（キグナス氷河）

### OVA
1985年
- くりいむレモン 亜美・AGAIN（河野隆二）
- くりいむレモン STAR TRAP（ジョーク東郷）
- 酎ハイれもんLOVE30S 雨にぬれても
- メガゾーン23（参謀B）

1986年
- 機甲界ガリアン 大地の章（兵士B）
- 機甲界ガリアン 鉄の紋章（兵士C）
- 機甲界ガリアン 天空の章（リーベン）
- くりいむレモン 亜美III（河野隆二）
- 蒼き流星SPTレイズナー ACT-I エイジ1996（管制官）
- 蒼き流星SPTレイズナー ACT-II ル・カイン1999（ボーン）
- 蒼き流星SPTレイズナー ACT-III 刻印2000（兵士）
- エリア88
- バリバリ伝説 PART I 筑波編（不良1）
- メガゾーン23 PARTII 秘密く・だ・さ・い（ナカオ）

1988年
- くりいむレモン 亜美・それから（河野隆二）
- レイナ剣狼伝説（ロッド・ドリル）

1989年
- 新キャプテン翼（1989年 - 1990年、若林源三）

1990年
- サーキットの狼II モデナの剣（速水トオル）

1991年
- 機動戦士ガンダム0083 STARDUST MEMORY（ビコック、下士官）
- 銀河英雄伝説（ギュンター・キスリング）
- ドラゴン・フィスト（加宣尚紀）

1993年
- それいけ!アンパンマン いっしょにおべんきょう 雪だ!スキーだ!みんなですべろう!（白クマ）

2003年
- 聖闘士星矢 冥王ハーデス十二宮編（キグナス氷河）

### ゲーム
1994年
- キャプテン翼（若林源三）
- キャプテン翼V 覇者の称号カンピオーネ（若林源三、アルシオン）

1996年
- 新スーパーロボット大戦（ボーン）

1997年
- スーパーロボット大戦F / F完結編（1997年 - 1998年、フェイ・チェンカ、ウォン・ユンファ）

1999年
- スーパーロボット大戦コンプリートボックス（フェイ・チェンカ）

2000年
- SDガンダム GGENERATION（2000年 - 2016年、レーン・エイム〈F〉、ウォン・ユンファ / グレート・ウォン、ジュナス・リアム〈F〉） - 4作品
- スーパーロボット大戦α / α for Dreamcast（2000年 - 2001年、フェイ・チェンカ）
- 聖戦士ダンバイン〜聖戦士伝説〜（フェイ・チェンカ）

2001年
- ONE PIECE グランドバトル!（クロ、イガラム）

2002年
- スーパーロボット大戦IMPACT（ロッド・ドリル）
- ONE PIECE グランドバトル! 2（クロ）

2003年
- ONE PIECE オーシャンズドリーム!（クロ）

2004年
- スーパーロボット大戦MX / MX ポータブル（2004年 - 2005年、ロッド・ドリル）
- スーパーロボット大戦GC / XO（2004年 - 2006年、ボーン）

2005年
- 聖闘士星矢 聖域十二宮編（キグナス氷河）
- ONE PIECE グラバト! RUSH（クロ）
- ONE PIECE パイレーツカーニバル（クロ）

2006年
- キャプテン翼（若林源三）※PlayStation 2版

2007年
- スーパーロボット大戦Scramble Commander the 2nd（フェイ・チェンカ）

2008年
- スーパーロボット大戦A PORTABLE（ウォン・ユンファ）
- ONE PIECE アンリミテッドクルーズ エピソード1 -波に揺れる秘宝-（クロ）

2010年
- ONE PIECE ギガントバトル!（クロ）

2011年
- ONE PIECE ギガントバトル! 2 新世界（クロ）
- ONE PIECE ワンピーベリーマッチIC（クロ）

2012年
- ワンピース ROMANCE DAWN 冒険の夜明け（クロ）

2014年
- ONE PIECE ワンピースキングス（クロ）

2015年
- ワンピース 海賊無双3（クロ）

2017年
- キャプテン翼 〜たたかえドリームチーム〜（若林源三）

2019年
- スーパーロボット大戦T（ウォン・ユンファ）
- スーパーロボット大戦DD（2019年 - 2023年、フェイ・チェンカ、ボーン）

### 吹き替え

#### 映画
- アウトサイダー（バック〈トム・ウェイツ〉）※フジテレビ版（1985年放送）
- 朝な夕なに ※TBS（1984年放送）
- アメリカン・グラフィティ ※フジテレビ版（1980年放送）
- FBI盗聴大捜査（ニック〈ジョセフ・カリ〉）
- スター・ウォーズ レコード版（スター・ウォーズ・ストーリー〔日本語版〕）（C-3PO）
- 続・青い体験 ※フジテレビ版（1978年放送）
- マルホランド・ラン/王者の道（トム〈ウィリアム・フォーサイス〉）※日本テレビ版
- ラ・ブーム ※フジテレビ版（1984年放送）
- リトル・ロマンス（ダニエル〈テロニアス・ベルナール〉）※ビデオ版

#### ドラマ
- 刑事コジャック
- 刑事デルベッキオ
- 少年カウボーイ（スリム〈ロバート・キャラダイン〉）※NHK少年ドラマ枠内（1974年放送）
- 特捜班CI-5
- ナイトライダー
- ラブ・ボート
- ONE PIECE（2023年、クロ / クラハドール）

#### アニメ
- クロカドゥー!（ルーファス・B・ハーダクレ）

### ラジオ
- キリンラジオ劇場 20分の1の人生
- キリンラジオ劇場スペースロマン エースをねらえ!（藤堂貴之）
- キリンラジオ劇場スペースロマン がんばれ！ぼくらのヒット・エンド・ラン（じゅん、サッカー部員 他）
- キリンラジオ劇場スペースロマン 火の鳥 黎明編（ナギ）
- ニッポン放送 夜のドラマハウス（洋一）
- ニッポン放送 青春ラジオ劇画・愛と誠（岩清水弘）
- ニッポン放送 さらば宇宙戦艦ヤマト 愛の戦士たち
- 成人の日特集「還らざる青春の日記」（日記朗読）

### CD
- 合身戦隊メカンダーロボドラマ入りソノシート（敷島竜介）
- キャプテン翼シリーズ（若林源三）
  - 集英社カセットブック「栄光への伝説の巻」
  - 集英社カセットブック「復活!ゴールデンコンビの巻」
  - サウンドトラック「キャプテン翼」（「燃えてヒーロー」コーラス）
- くりいむレモンカセットブック（河野隆二[要出典]）※クレジットなし
- CDドラマコレクションズ 三國志（呂布奉先）
- サイレントメビウスシリーズ（ロバート・デ・ヴァイス）
  - 「WARNING」
  - 「DANGER」
  - 「MOBIUS COLLAGE」
  - 「幕末闇婦始末記・CDキネマ2」
- 聖闘士星矢シリーズ（氷河）
  - 「銀河戦争・夢の対決篇」
  - 集英社カセットブック「いかなる星の下に」
  - 集英社カセットブック「黄金十二宮前編」
  - 集英社カセットブック「黄金十二宮後編」
  - 「冥王ハーデス篇イメージ・アルバム」
  - 「聖闘士星矢後記-新たなる神話-」
  - 「聖闘士星矢1997-少年記-」

### テレビドラマ
- おしん（郵便配達の声）※第226話
- 風と雲と虹と（若い僧）
- グッドバイ・ママ ※第6話
- 七人の刑事 ※第4シリーズ6話
- 前略おふくろ様（僧侶）※第2シリーズ7話
- 太陽にほえろ! ※第185話
- ちょっとマイウェイ（教師）※第4話
- 泣かせるあいつ ※第13話
- 秘密戦隊ゴレンジャー（ガソリンスタンドの従業員）※第75話
- 三日月情話 ※第1話
- がんばれ!!ロボコン ※第53話[注 1]

### 教育番組
- 数とかたち（初代お兄さん）※1977年4月 - 1978年3月

### ナレーション
- メイキングオブ鬼平外伝（時代劇専門チャンネル）
- 藤沢周平 新ドラマシリーズナビ（時代劇専門チャンネル）
- 東武鉄道（100系、9050型、20050型→いずれも現在不使用）

### CMナレーション
- National カーコンポ OZMA（1983年）
- 丸大 時空戦士スピルバンソーセージ（1986年）